# Coupon obligataire
Un coupon obligataire est le montant d'intérêt que rapporte chaque année une obligation. Il est calculé sur la base du taux d'intérêt nominal annuel fixé une fois pour toutes lors de sa création, au moment de l'émission obligataire et reste le même chaque année. 
Le prix de l'obligation variant chaque jour, on calcule chaque jour un rendement de l'obligation, qui compare le taux d'intérêt du coupon et le prix de l'obligation. Pour cette raison, on parle de rendements obligataires.